# Felix Großschartner
Felix Großschartner (Wels, 23 december 1993) is een Oostenrijks wielrenner die sinds 2023 rijdt voor UAE Team Emirates. In het najaar van 2015 reed hij als stagiair voor Tinkoff-Saxo.

## Palmares

### Overwinningen
2012
1e etappe Ronde van Szeklerland (ploegentijdrit)
2014
 Oostenrijks klimkampioen, Elite
2015
Trofeo Piva
Bergklassement Ronde van Oostenrijk
2e etappe Ronde van Friuli-Venezia Giulia
2019
5e etappe Ronde van Turkije
 Eindklassement Ronde van Turkije
2020
1e etappe Ronde van Burgos
2021
5e etappe Ronde van de Alpen
2022
 Oostenrijks kampioen tijdrijden, Elite (klimtijdrit)
 Oostenrijks kampioen op de weg, Elite
2023
Europees kampioen klimtijdrijden
2024
3e etappe (TTT) Parijs-Nice
 Oostenrijks kampioen op de weg, Elite
2025
 Oostenrijks kampioen tijdrijden, Elite
1e etappe Ronde van Oostenrijk

### Resultaten in voornaamste wedstrijden
| Jaar | Ronde van Italië | Ronde van Frankrijk | Ronde van Spanje |
| ---- | ---------------- | ------------------- | ---------------- |
| 2015 |                  |                     |                  |
| 2016 |                  |                     |                  |
| 2017 | 78e              |                     |                  |
| 2018 | 27e              |                     |                  |
| 2019 |                  |                     | 36e              |
| 2020 |                  | 63e                 | 9e               |
| 2021 | 64e              |                     | 10e              |
| 2022 |                  | 53e                 |                  |
| 2023 |                  | 23e                 |                  |
| 2024 | 31e              |                     |                  |
| 2025 |                  |                     |                  |

| Jaar | Milaan-San Remo | Amstel Gold Race | Luik-Bast.‑Luik | Ronde van Lombardije | Clásica San Sebastián | Parijs-Tours |  | WK op de weg |
| ---- | --------------- | ---------------- | --------------- | -------------------- | --------------------- | ------------ |  | ------------ |
| 2015 |                 |                  |                 |                      |                       | 65e          |  |              |
| 2016 |                 |                  |                 | opgave               |                       |              |  |              |
| 2017 |                 |                  |                 |                      |                       |              |  |              |
| 2018 |                 |                  |                 |                      | opgave                |              |  | opgave       |
| 2019 |                 |                  |                 |                      | opgave                |              |  | 30e          |
| 2020 | 75e             |                  |                 |                      |                       |              |  |              |
| 2021 |                 |                  |                 | 41e                  |                       |              |  |              |
| 2022 |                 |                  |                 | 102e                 |                       |              |  |              |
| 2023 | 92e             | opgave           | 84e             |                      |                       |              |  |              |
| 2024 |                 |                  |                 |                      |                       |              |  | 29e          |
| 2025 |                 | 68e              | 101e            |                      |                       |              |  |              |

### Resultaten in kleinere rondes
| Jaar | Parijs-Nice | Tirreno-Adriatico | Ronde van Catalonië | Ronde van het Baskenland | Ronde van Romandië | Critérium du Dauphiné | Ronde van Zwitserland | Ronde van Polen | Ronde van Guangxi |
| ---- | ----------- | ----------------- | ------------------- | ------------------------ | ------------------ | --------------------- | --------------------- | --------------- | ----------------- |
| 2016 |             |                   | 92e                 |                          |                    |                       | 28e                   | 24e             |                   |
| 2017 |             |                   | 18e                 |                          |                    |                       | opgave                |                 |                   |
| 2018 | 10e         |                   |                     | 46e                      |                    |                       |                       |                 | 2e                |
| 2019 | 12e         |                   |                     |                          | 4e                 |                       |                       |                 |                   |
| 2020 | 9e          |                   |                     |                          |                    | 61e                   |                       |                 |                   |
| 2021 |             |                   |                     |                          |                    |                       |                       |                 |                   |
| 2022 | opgave      |                   |                     |                          |                    |                       |                       |                 |                   |
| 2023 | 54e         |                   |                     | opgave                   |                    | 21e                   |                       |                 |                   |
| 2024 | 30e         |                   | 130e                |                          | 62e                |                       | 17e                   | 11e             |                   |
| 2025 |             | 60e               |                     | 51e                      | 68e                |                       | 11e                   |                 |                   |

## Ploegen
- 2012 –  RC Arbö Wels Gourmetfein
- 2013 –  Team Gourmetfein Simplon
- 2014 –  Team Gourmetfein Simplon Wels
- 2015 –  Team Felbermayr Simplon Wels
- 2015 –  Tinkoff-Saxo (stagiair vanaf 1 augustus)
- 2016 –  CCC Sprandi Polkowice
- 2017 –  CCC Sprandi Polkowice
- 2018 –  BORA-hansgrohe
- 2019 –  BORA-hansgrohe
- 2020 –  BORA-hansgrohe
- 2021 –  BORA-hansgrohe
- 2022 –  BORA-hansgrohe
- 2023 –  UAE Team Emirates
- 2024 –  UAE Team Emirates
- 2025 –  UAE Team Emirates

Biedermann · Gogl · Golčer · Großschartner · Grünwalder · Huber · Illenberger · Krizek · Kvasina · Marin · Mühlberger · Rabitsch · Schinnagel · Schöffmann · Zeller
Basso · Beltrán · Bennati · Boaro · Bodnar · Breschel · Broett · Contador · Hansen · Hernández · Juul-Jensen · Kišerlovski · Kolář · Kreuziger · Majka · McCarthy · Mørkøv · Paulinho · Petrov · Pires · Poljański · Rogers · Rovny · J. Sagan · P. Sagan  · Sørensen · Tosatto · Troesov · Valgren · Zaugg · Gogl (stagiair) · Großschartner (stagiair) · Tolhoek (stagiair)
Banaszek · Brożyna · Černý · Großschartner · Hirt · Honkisz · Kaczmarek · Kiendyś · Kurek · Latoń · Małecki · Marycz · Matysiak · Michajlov · Mrożek · Owsian · Paluta · de la Parte · Paterski · Pluciński · Ponzi · Rebellin · Samojlaw · Stępniak · Stosz · Szmyd · Taciak
Banaszek · Białobłocki · Brożyna · Großschartner · Hirt · Kaczmarek · Koch · Kurek · Małecki · Michajlov · Mrożek · Owsian · Paluta · Paterski · Pluciński · Ponzi · Samojlaw · Schlegel · Sisr · Stosz · Taciak · Tratnik
Ackermann · Baška · Benedetti · Bennett · Bodnar · Buchmann · Burghardt · Formolo · Großschartner · Kennaugh · Kolář · König · Konrad · Majka · McCarthy · Mühlberger · Oss · Pelucchi · Pfingsten · Poljański · Pöstlberger · J. Sagan · P. Sagan  · Saramotins · Schillinger · Schwarzmann · Selig
Ackermann · Baška · Benedetti · Bennett · Bodnar · Buchmann · Burghardt · Drucker · Formolo · Gatto · Großschartner · Kennaugh · König · Konrad · Majka · McCarthy · Mühlberger · Oss · Pfingsten · Poljański · Pöstlberger · J. Sagan · P. Sagan · Schachmann · Schillinger · Schwarzmann · Selig
Ackermann · Baška · Benedetti · Bodnar · Buchmann · Burghardt · Drucker · Fabbro · Gamper · Gatto · Großschartner · Kämna · Konrad · Laas · Majka · McCarthy · Mühlberger · Oss · Poljański · Pöstlberger · J. Sagan · P. Sagan · Schachmann · Schelling · Schillinger · Schwarzmann · Selig
Ackermann · Aleotti · Baška · Benedetti · Bodnar · Buchmann · Burghardt · Fabbro · Gamper · Großschartner · Kämna · Kelderman · Konrad · Laas · Meeus · Oss · Palzer (vanaf 1 april) · Politt · Pöstlberger · J. Sagan · P. Sagan · Schachmann · Schelling · Schillinger · Schwarzmann · Selig · Walls · Wandahl · Zwiehoff
Aleotti · Archbold · Benedetti · Bennett · Buchmann · Fabbro · Gamper · Großschartner · Haller · Higuita · Hindley · Kämna · Kelderman · Koch · Konrad · Laas · Lührs · Meeus · Mullen · Palzer · Politt · Pöstlberger · Schachmann · Schelling · Uijtdebroeks · van Poppel · Vlasov · Walls · Wandahl · Zwiehoff · Lipowitz (stagiair)
Ackermann · Almeida · Ayuso · Bax · Bennett · Bjerg · Christen (vanaf 1/8) · Covi · Fisher-Black · Formolo · Gibbons · Groß · Großschartner · Hirschi · Hodeg · Laengen · Majka · McNulty · Molano · Novak · I. Oliveira · R. Oliveira · Pogačar · Polanc (tot 15/5) ·  Soler · Trentin · Ulissi · Vine · Vink · Wellens · Yates · Glivar (stagiair)
Almeida · Arrieta · Ayuso · Baroncini · Bax · Bjerg · Christen · Covi · del Toro · Fisher-Black · Großschartner · Hirschi · Hodeg · Laengen · Majka · McNulty · Molano · Morgado · Novak · I. Oliveira · R. Oliveira · Pogačar · Politt · Sivakov · Soler · Ulissi · Vine · Vink · Wellens · Yates